# Jaych al-Jihad
Ne doit pas être confondu avec Jaych al-Jihad al-Mouqaddas.
Jaych al-Jihad (arabe : جيش الجهاد, « L'Armée du Djihad ») était un groupe terroriste et salafiste djihadiste, formé pendant la guerre civile syrienne. Il était actif dans le sud de la Syrie, de 2015 à 2016, dans les gouvernorats de Deraa , et de Kuneitra,.

## Histoire

### Fondation
Le groupe est créé en février 2015 à Al-Qahtaniyah, dans le gouvernorat de Kuneitra,.

### Composition
Il rassemble 7 groupes distincts : Compagnies Al-Jihad, Jamaat Chabab Ahl al-Sunnah, Harakat Mujahidee al-Cham al-Islamiyah, Jamaat al-Bounyan al-Marsous, Jamaat Abou Bassir, Jamaat Jound al-Islam et Brigade Thou al-Nourayn,,.

### Dissolution
Le 21 mai 2016, Jaych al-Jihad fusionne avec une partie du Harakat al-Muthanna et la Brigade des martyrs de Yarmouk pour former l'Armée Khalid ibn al-Walid,,.

## Effectifs et commandement
Jaych al-Jihad compte 500 combattants. 
Le chef du groupe est Abou Moussab al-Alphenusi,,.

## Accusations
Le groupe est accusé d'avoir des liens et de partager l'idéologie du groupe État islamique,,,,.